# Microcythere arcticum
Microcythere arcticum is een mosselkreeftjessoort uit de familie van de Microcytheridae. De wetenschappelijke naam van de soort is voor het eerst geldig gepubliceerd door Schornikov.